# Гин Буа Спата
Гин Буа Спата (на албански: Gjin Bua Shpata, 1310 – 1399) е деспот на Ангелокастрон и Лепанто, а след смъртта на родственика си Петър Лоша – и на Арта.

## Живот
Гин Буа е син на Пиетро Буа Спата, душанов властел на Ангелокастрон и Делвина. Пиетро умира през 1354 г. и Гин наследява владението му.
През есента на 1358 г. се състои битката при Ахелой, в която е разгромен царя на Епир Никифор II Орсини. Военната победа води до възникването на два нови деспотата в Южен Епир – деспотат Арта (начело с Петър Лоша) и деспотат Ангелокастрон и Лепанто (начело с Гин Буа Спата). Царете Стефан Урош и Симеон Синиша признават на двамата властели титлите деспот, с цел узаконяване на царската си власт над Епир (и Тесалия).
Гин Буа Спата има конфликт с Тома II Комнин и през 1375 г. обсажда Янина, въпреки че се сродил с Тома посредством женитбата си със сестра му Елена.
Гин Буа Спата воюва и с Леонардо I Токо – граф на Кефалония и Закинтос.

## Деца
Гин Буа Спата има две дъщери и син:
- Ирена (ум. 1403), като в 1396 г. се жени за Исав де Бунделмонти
- дъщеря с неизвестно име (ум. 1392), женена за Гьон Зенебищи, княз на Аргирокастро
- син Пиетро от наложница